# سامانثا تشارلتون
سامانثا تشارلتون (بالإنجليزية: Samantha Charlton)‏ هي لاعب هوكي الحقل نيوزيلندية، ولدت في 7 ديسمبر 1991 في ويلينغتون في نيوزيلندا.

## وصلات خارجية
- سامانثا تشارلتون على موقع الاتحاد الدولي للهوكي (الإنجليزية)
- سامانثا تشارلتون على موقع اللجنة الأولمبية الدولية (الإنجليزية)
- سامانثا تشارلتون على موقع أوليمبيديا (الإنجليزية)
- سامانثا تشارلتون على موقع اللجنة الأولمبية النيوزيلندية (الإنجليزية)
- سامانثا تشارلتون على موقع اتحاد ألعاب الكومنولث (مؤرشف) (الإنجليزية)